# Schreie und Flüstern
Schreie und Flüstern (Originaltitel: Viskningar och rop) ist ein schwedischer Spielfilm von Ingmar Bergman aus dem Jahr 1972. Dieses kammerspielartig inszenierte Psychodrama spielt in einem Gutshaus zum Ende des 19. Jahrhunderts und erzählt die Geschichte dreier Schwestern, von denen eine im Sterben liegt.
Schreie und Flüstern war nach einigen weniger beachteten Filmen ein internationaler Erfolg für Bergman und behandelt typisch bergmansche Themen wie die Untersuchung der weiblichen Psyche oder die Suche nach Glaube und Erlösung. Aufgrund der außergewöhnlichen Farb- und Lichtgestaltung erhielt der Film neben anderen Auszeichnungen bei der Oscarverleihung 1974 den Preis für die Beste Kamera.

## Handlung
Ein aristokratisches Herrenhaus im ausgehenden 19. Jahrhundert: Agnes hat Krebs und liegt im Sterben. Die Momente, in denen sie Kraft findet, in ihr Tagebuch zu schreiben, sind selten. Meistens wird sie von Attacken heftiger Schmerzen gequält. Agnes’ Schwestern Maria und Karin sind angereist, um bei der Sterbenden zu verweilen, doch sie bleiben distanziert, Karin in ihrer Kälte, Maria in ihrer oberflächlichen Herzlichkeit. Nur die tiefgläubige Dienstmagd Anna, deren einzige Tochter einst im Kindesalter gestorben ist, ist in der Lage, Agnes Trost und menschliche Nähe zu geben.
Rückblenden unterbrechen den filmischen Erzählfluss und berichten aus dem Leben der jeweiligen Hauptfiguren: Agnes erinnert sich an ihre Kindheit und ihre rätselhafte Mutter. Maria erlebt ihr ehebrecherisches Verhältnis zum zynischen Arzt David und den misslungenen Suizidversuch ihres Ehemanns danach. Karin brüskiert ihren verhassten Ehemann, indem sie sich in ihrem Intimbereich mit einer Glasscherbe verletzt.
Agnes ist gestorben. Nach der Totenrede des Pfarrers planen Karin und Maria die Auflösung des Besitzes. Für einen Moment kommen sich die beiden näher, als Maria ihre Schwester Karin – gegen deren anfänglichen Widerwillen – berührt und liebkost. In einer traumartigen Sequenz kehrt Agnes kurz darauf nochmals zu den Lebenden zurück und fordert von ihrer Familie Wärme und Liebe ein. Nur Anna ist fähig, die Tote in ihre Arme zu schließen und um sie zu trauern.
Nach der Beerdigung reisen die Schwestern ab; Karin, die die Nähe zu Maria aufrechterhalten will, wird von dieser zurückgewiesen. In der letzten Rückblende wird eine Eintragung aus Agnes’ Tagebuch, in dem Anna liest, visualisiert: Die Schwestern wandeln glücklich und in Weiß gekleidet durch den Park des Schlosses.

## Entstehungsgeschichte

### Drehbuch und Vorproduktion

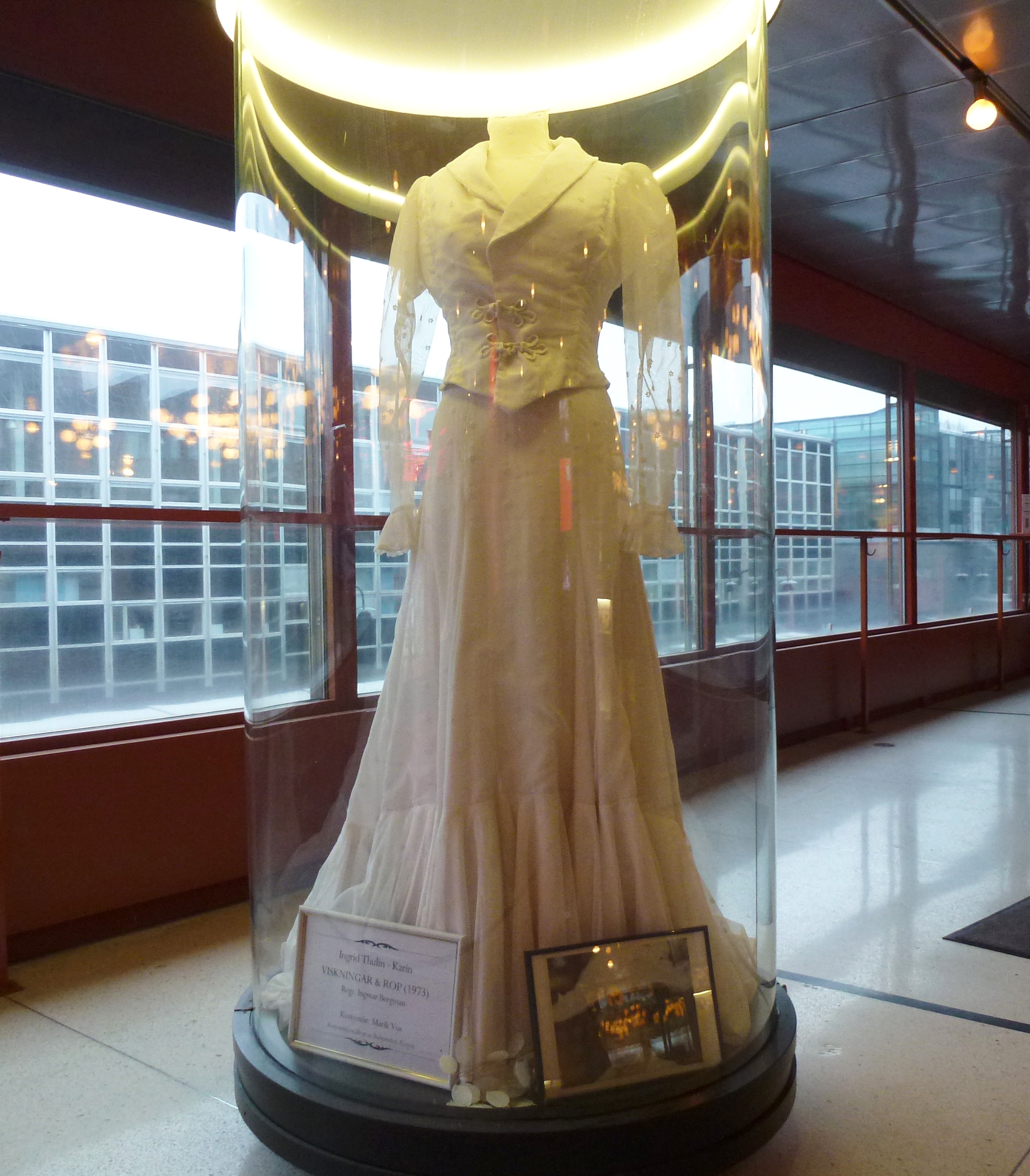
Ingrid Thulins Kleid aus Viskningar och rop, im Filmhuset, Stockholm.

Nach der langwierigen Trennung von seiner Lebenspartnerin Liv Ullmann und einigen weniger erfolgreichen Filmen zog sich Ingmar Bergman auf Fårö zurück. „In einem langanhaltenden Anfall von Melancholie“ schrieb er einen 50-seitigen Brief, in dem er eine Vision verarbeitete, die er 1973 in Cannes so beschrieb: „Vor etlichen Jahren hatte ich die Vision eines großen roten Raumes, in dem drei Frauen miteinander flüsterten.“ Diesen Brief versandte Bergman an seine wichtigsten Mitarbeiter und Stammschauspieler. Liv Ullmann berichtete, es sei „ein sehr intimer und persönlicher Brief“ gewesen, der mit den Worten begann: „Meine lieben Freunde, wir werden wieder einen gemeinsamen Film drehen. Es handelt sich um eine Art Vision, die ich hatte und die ich Euch zu beschreiben versuche.“
Der Brief enthielt eine komplette Handlungsbeschreibung von Schreie und Flüstern, war jedoch nicht in Form eines Drehbuchs abgefasst. Bergman konnte damit die ihm langjährig vertrauten Darstellerinnen Harriet Andersson, Ingrid Thulin, Liv Ullmann sowie seinen bevorzugten Kameramann Sven Nykvist für das Projekt begeistern. Bergmans ursprünglicher Plan, auch Mia Farrow für die Besetzung zu gewinnen, zerschlug sich.
Da es Bergman aufgrund seiner international nur schwer vermarktbaren letzten Filme nicht möglich war, ausländisches Kapital für die Finanzierung zu gewinnen, entschloss er sich, den Film in schwedischer Sprache zu drehen und mit seiner Produktionsfirma Cinematograph selbst zu finanzieren. Er setzte seine eigenen Ersparnisse in Höhe von 750.000 Skr dafür ein und bekam vom Schwedischen Filminstitut weitere 550.000 Skr. Die Entscheidung, Bergmans Film angeblich zuungunsten weniger bekannter Regisseure mit dieser nicht unbeträchtlichen Summe zu fördern, brachte Harry Schein, den Verantwortlichen des Filminstituts, in die Kritik.
Mit den Anteilen Bergmans und des Filminstituts verblieb eine Finanzierungslücke von etwa 100.000 Skr. Um Kosten zu sparen, setzten die Hauptdarstellerinnen und Nykvist ihre Gage als Kapital ein und fungierten offiziell als Koproduzenten, obwohl sie in die geschäftlichen Entscheidungsprozesse nicht involviert waren, wie Liv Ullmann sich erinnerte.
Als Drehort wurde das Schloss Taxinge-Näsby am Mälarsee in der Nähe von Mariefred gefunden. Das verlassene alte Herrenhaus war in einem schlechten baulichen Zustand, konnte aber von Bergmans Team nach seinen Ansprüchen komplett umgestaltet werden. Ein halbes Jahr lang testeten Bergman und Nykvist Kulissen, Dekorationen und Lichtsituationen im Zusammenspiel mit Make-up und Kostümen, da beiden eine sorgfältige Vorbereitung notwendig erschien.

### Produktion und Nachproduktion

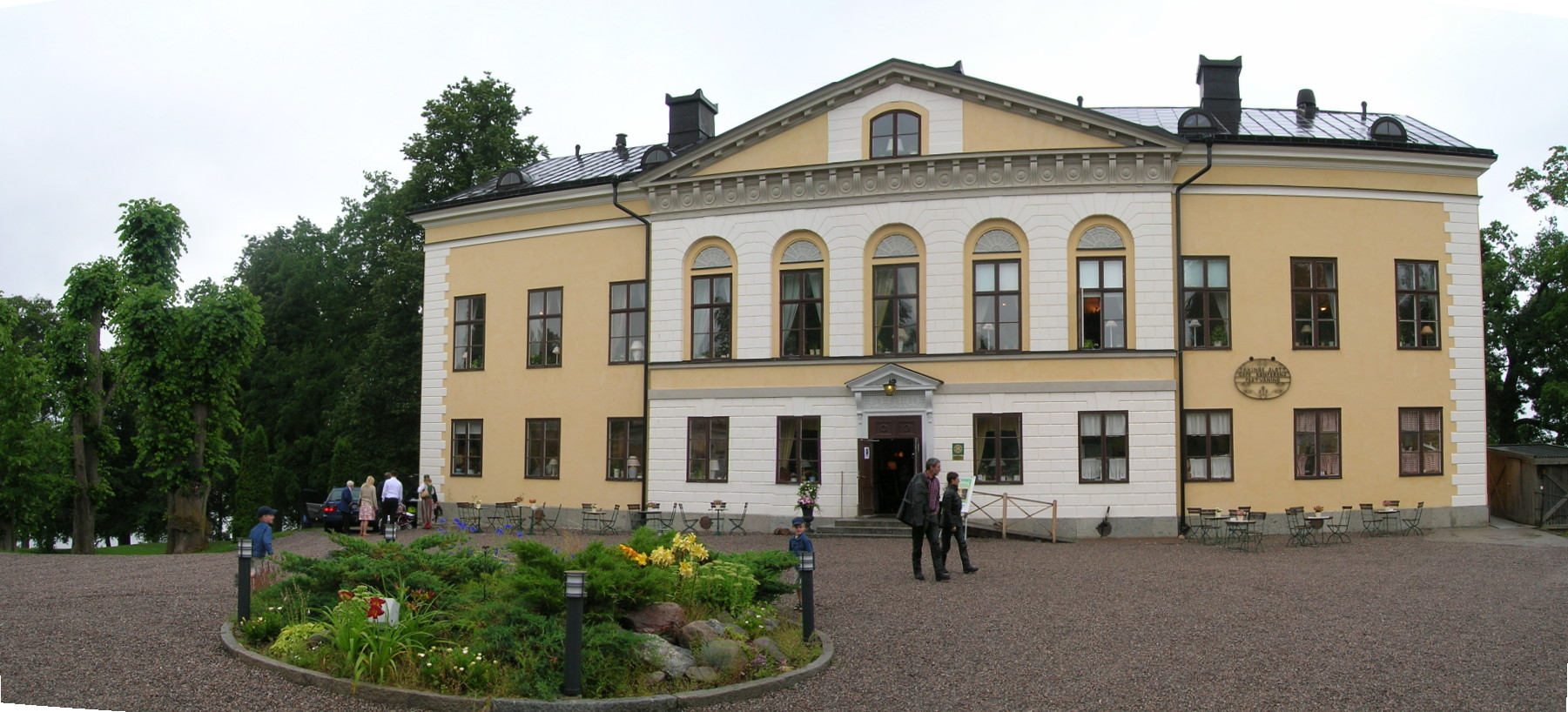
Das Schloss Taxinge-Näsby, heute eine Touristenattraktion, befand sich zum Zeitpunkt der Dreharbeiten in einem baufälligen Zustand

Die Dreharbeiten fanden vom 7. September bis zum 29. Oktober 1971 statt. Das Team arbeitete „in einer Stimmung munterer Zuversicht“, wie Bergman anmerkt, wobei den Beteiligten die langjährige Vertrautheit zugutekam. Da Bergman die Dialoge nicht niedergeschrieben, sondern nur das Handlungsgerüst festgelegt hatte, entstanden die gesprochenen Texte in Zusammenarbeit mit den Darstellern während des Drehs oder wurden frei improvisiert, wie Ullmann sich erinnert. Bergmans Töchter Linn und Lena Bergman waren mit am Set und spielten kleine Rollen.
Die Postproduktion des Films erwies sich als langwierig. Neben dem Tonschnitt stellte sich besonders die Bildbearbeitung im Labor zum Abgleich der Farben und Lichtsituationen als aufwändig heraus. Parallel zur Nachproduktion begann Bergman mit den Vorbereitungen zu Szenen einer Ehe. Da er in akute Geldschwierigkeiten geriet, sah er sich gezwungen, bereits im Vorfeld die Rechte an Szenen einer Ehe an das schwedische Fernsehen zu veräußern. Da es für Bergman zunächst nicht möglich war, einen europäischen Verleih für Schreie und Flüstern zu finden, hatte der Film auf Vermittlung seines amerikanischen Agenten Paul Kohner am 21. Dezember 1972 in einem kleinen Programmkino in New York Weltpremiere, verliehen durch den B-Filmer Roger Corman. Der Spieltermin war kurzfristig frei geworden, nachdem sich ein dort eingeplanter Visconti-Film in der Fertigstellung verzögert hatte.

## Rezeption

### Veröffentlichung und zeitgenössische Kritik
Schreie und Flüstern entwickelte sich innerhalb weniger Tage zum Überraschungserfolg. Binnen zwei Wochen waren für viele Länder Verleihe gefunden und der Film wurde zu internationalen Festivals eingeladen. Am 5. März 1973 startete er schließlich auch in Bergmans Heimat Schweden. In der Bundesrepublik Deutschland hatte Schreie und Flüstern seine Premiere am 10. März 1974 in der ARD.
In den USA war die Aufnahme des Films durch die Kritik recht positiv. Roger Ebert schrieb etwa, der Film sei „hypnotisch, verstörend, angsterregend“, die Vision eines Filmemachers, „der ein absoluter Meister seiner Kunst ist“. Der Film habe „keine abstrakte Botschaft“, sondern kommuniziere „auf einer Ebene des menschlichen Gefühls, das so tief ist, dass wir uns davor fürchten, für die vorgefundenen Dinge Worte zu finden.“ Variety schrieb, Bergmans „dunkle Vision“ fokussiere sich auf „Individuen, die einer echten Kommunikation zwischen Menschen nur auf der primitivsten Ebene fähig sind.“ Bergmans „dürrer Stil“ und „seine Verwendung von lange verweilenden Nahaufnahmen“ gäben dem Film „hypnotische Eindrücklichkeit.“
Pauline Kael urteilte, der Film baue auf einer „Serie emotional aufgeladener Bilder“ auf, die „innere Spannung“ ausdrückten. Nykvists Fotografie erinnere mit ihren blutroten Hintergründen an den Stil Edvard Munchs. Vincent Canby beurteilte den Film als „wundervoll, bewegend und sehr mysteriös“. Es sei weder einfach, ihn zu beschreiben, noch ihn auszuhalten.
Die europäische Filmkritik war in ihrer Meinung über den Film gespalten. Eine der positiven Stimmen kam von François Truffaut, der in seiner Filmkritik 1973 in den Cahiers du cinéma anmerkte, der Film beginne wie Drei Schwestern von Tschechow, ende wie Der Kirschgarten, und dazwischen sei „sehr viel Strindberg“. Der Film sei ein „Meisterwerk“ und versöhne Bergman „mit dem großen Publikum, das ihn seit seinem letzten Film Das Schweigen ignoriert hat.“
Andere Kritiker bemängelten Bergmans, so Golombek, „Manierismus“, die „aufgesetzt und gestelzt“ wirkende Farbdramaturgie, und die „ästhetische Verfeinerung um ihrer selbst willen“, wie Lange-Fuchs anmerkt. In Schweden zog der Film einige kritische Bemerkungen auf sich, er sei zu unpolitisch und unhistorisch. Die kommunistische Zeitung Gnistan kritisierte den Warencharakter des Films und schrieb, er sei „ein weltweit vermarktbares Produkt“ wie Volvo oder schwedischer Wodka. Bergman sei „wahrhaft reaktionär“, indem er keine politisch bewussten Filme mache, sondern „Kunst für seine Regisseurkollegen und solche Leute“.
Bergman selbst war mit dem Film sehr zufrieden. Er nannte ihn sein „Sonntagskind“, da für ihn bezüglich Besetzung und Verlauf der Dreharbeiten keine Wünsche offen geblieben waren. Schreie und Flüstern sei ein „guter Film“, auf den er stolz sei. In seiner Autobiografie merkt Bergman an: „Einige wenige Male ist es mir gelungen, mich ungehindert zwischen Traum und Wirklichkeit zu bewegen.“ Als Beispiele führt er neben Schreie und Flüstern die Filme Persona, Abend der Gaukler und Das Schweigen an.

### Auszeichnungen
Der Film lief beim Filmfestival von Cannes 1973 außerhalb des Hauptwettbewerbs, trotzdem wurde die Pressekonferenz zum Film, Bergmans erste außerhalb Skandinaviens, zur größten seit Bestehen des Festivals. Bergman gewann in Cannes den Großen Preis der Technik.
Schreie und Flüstern war bei der Oscarverleihung 1974 für fünf Oscars nominiert, für Beste Regie, Bestes Originaldrehbuch, Beste Kostüme, Beste Kamera und, für einen fremdsprachigen Film sehr überraschend, auch für den Besten Film. Ausgezeichnet wurde letztendlich nur Nykvist in der Kategorie Beste Kamera für seine Arbeit als lichtsetzender Kameramann.
Neben zahlreichen weiteren Nominierungen und Auszeichnungen auf internationalen Festivals und durch Kritikerverbände seien der Gewinn des schwedischen Guldbagge 1973, der Preise des National Board of Review 1973 für die Beste Regie und den Besten fremdsprachigen Film, der Preise der National Society of Film Critics 1973 für die Beste Kamera und das Beste Drehbuch und der Preise des New York Film Critics Circle 1973 für die Beste Schauspielerin (Liv Ulmann), Beste Regie, Bester Film und Bestes Drehbuch erwähnt. Insgesamt gewann der Film 20 internationale Auszeichnungen.

### Filmwissenschaftliche Beurteilung
Marschall urteilt über den Film, er handle „von Leid und Entfremdung und vor allem von der unabänderlichen Vergänglichkeit jeder menschlichen Existenz – ein in seiner Härte und Konsequenz schwer zu ertragendes Memento Mori ohne religiöse Basis, ohne Heilsversprechen.“ Timm nennt den Film ein „Hohes Lied der Trauer, in dem die Entwicklung unausweichlich auf den Tod zu führt. Das Interessante sind die Gefühle, die das Drama hervorzurufen vermag, nicht die Handlung selbst.“
Assayas stellt die poetischen und traumhaften Qualitäten des Films in den Vordergrund: „In der Perfektion von Schreie und Flüstern erreicht die poetische und ästhetische Vision Bergmans ihre Vollendung. In diesem ekstatischen Film zwischen Traum und banalster Wirklichkeit an den Grenzen zwischen Leben und Tod öffnen sich plötzlich die Pforten, an die Bergman immer wieder im gesamten Werk seiner späten Schaffenszeit gepocht hat. Der Film spielt von Anfang bis Ende in einem Bereich, zu dem das Kino normalerweise keinen Zutritt hat. Er ist wie ein Hauch, der vorüberzieht, uns durchdringt, ohne dass wir seinen Zauber und sein Geheimnis enträtseln, und lautlos wieder entschwindet – und ein verwandeltes Universum zurücklässt.“
Ulrich Gregor merkt an: „Mir großer Klarsichtigkeit, Skepsis, aber auch mit Verstehen und Mitleid zeichnet Bergman seine Personen, ihren Schmerz, ihre Verhärtung, ihre Einsamkeit. Seine Meisterschaft zeigt sich in der Knappheit und in der Verdichtung jeder einzelnen Szene, jedes Bildes.“
Marc Gervais stellt fest, Schreie und Flüstern sei „ein Film der formalen Perfektion, ein Meisterwerk des modernen Kinos, ganz bei sich selbst, eine vollkommene Schöpfung, die sich mit keinem anderen Film vergleichen lässt, und doch typisch Bergman“. Der Film sei „der Triumph filmischer Poesie, die, wie alle Poesie, nicht vollkommen durch den Geist erfasst werden kann.“ Das Lexikon des internationalen Films hält fest, Schreie und Flüstern sei „ein sehr intimer, aber auch kraftvoller Film; formal außerordentlich streng durchkomponiert und ungeheuer intensiv gespielt.“ Der Film sei „als Psychodrama und Mysterienspiel gleichermaßen zu verstehen“.

### Nachwirkung
Mit Schreie und Flüstern brachte sich Bergman nach einigen weniger beachteten Filmen auf internationaler Ebene wieder in Erinnerung und bereitete, auch durch die Vielzahl der gewonnenen Preise und die mediale Aufmerksamkeit dadurch, den Weg für den großen Erfolg von Szenen einer Ehe. Mit seiner „europäischen Innerlichkeit“ traf er besonders in den USA den Zeitgeist recht genau; Woody Allen, ein Bewunderer bergmanscher Filmkunst, ließ sich etwa für seinen Film Stardust Memories zu gleichen Teilen von Schreie und Flüstern und von Federico Fellinis 8½ inspirieren. Allen nennt Schreie und Flüstern ein „absolutes Meisterwerk“ und argumentiert: „Man könnte sagen, dass [Bergman] eine Methode gefunden hat, die innere Seelenlandschaft nach außen zu kehren […]. Da er die konventionellen Handlungen, die der konventionelle Film fordert, ablehnt, lässt er die Kriege im Innersten einer Person wüten.“

## Filmanalyse
Bergman setzt in Schreie und Flüstern seine motivischen Schwerpunkte auf die Themen Vergänglichkeit und Tod und erforscht in an den Traum mahnenden Bildern das Seelenleben seiner Protagonistinnen. Seine inszenatorischen Mittel sind dabei neben seinen „Markenzeichen“ wie den prägnanten Nahaufnahmen eine ausgefeilte Farbdramaturgie rund um die zentrale Farbe Rot und der Rückgriff auf Bilderwelten der christlichen Renaissancekunst.

### Inszenierung

#### Visueller Stil

##### Farb- und Lichtgestaltung
Bergman arbeitet mit einer ausgefeilten Farb- und Lichtdramaturgie. Er bestätigt: „Alle meine Filme kann man sich in Schwarzweiß vorstellen, ausgenommen Schreie und Flüstern.“ Die dominierende Farbe ist Rot, das in verschiedenen Farbsättigungen, jedoch immer in gleichmäßigen, schattenreduzierten monochromatischen Farbblöcken, etwa als Farbe der Wände, der Vorhänge und der Teppiche auftritt. Ergänzt wird das Rot um die achromatischen Farben Schwarz, Weiß und Grau, die in unterschiedlichen Gewichtungen auch die Figuren mitdefinieren (die ehebrecherische Femme fatale Maria trägt ein rotes Kleid, die steife und frigide Karin ein schwarzes). Nur zu Beginn und am Ende des Films wird diese eingeschränkte Farbpalette um das Grün des Schlossgartens ergänzt. Marschall merkt an, das Schwarz stünde für Tod, Trauer und Melancholie, das Weiß für Leben, helfende Liebe und göttliches Licht.
Marschall bezieht die Auswahl und den Einsatz der Farben auf die Hauptthemen des Films, nämlich Schmerz und Tod: „Wie der Schmerz […] so bewegen sich auch die Farben in ihrer Materialität zwischen dem Schrei und dem Flüstern“. Das „aggressive, aufdringliche Rot der Wände und Böden“ drohe sich „um die Figuren zusammenzuziehen“. Bergman schaffe durch seine Farbgebung „einen Seelenraum aus dem es kein Entkommen gibt“. Durch die Inszenierung in Rot seien auch die Raumdarstellungen „einer Zerreißprobe ausgesetzt“: Obwohl Bergman mit markanten Fluchtlinien in die Tiefe inszeniert und den Blick durch offene Zimmertüren in weitere Zimmerfluchten freimacht, drängt das Rot in seiner monochromen Dominanz immer nach vorne. Marschall resümiert: „Schwarz, Weiß und Rot werden farbsymbolisch primäre, existentielle Bedeutungen zugeschrieben: Licht, Dunkelheit und das rote Blut“ und: „Durch die extreme Farbgestaltung, vor allem durch das gnadenlose Rot, zwingt der Film zur Aufmerksamkeit auf ein Thema, das wir im Allgemeinen lieber verdrängen: das eigene Ende.“
Die Farbgestaltung korrespondiert mit einer sorgfältigen Lichtnutzung. Es wurde kein Kunstlicht, sondern nur das natürliche Licht, das durch die großen Fenster des Hauses einfiel, genutzt. Nykvist nutzte zum Beispiel in Agnes’ Sterbeszene einen Moment hellen Tageslichts, als die Wolkendecke für einige Sekunden aufriss, für den Todesmoment. Sobald ihr Körper erschlafft, dominiert wieder das kaltblaue Licht eines trüben Tages die Szene. Ein weiteres Beispiel für die Lichtsetzung ist die oft helle Ausleuchtung des Gesichts der selbstverliebten Maria, während ihre Gegenparts in Düsternis getaucht bleiben. Diese Lichtnutzung ist laut Marschall „symbolischer, aber keineswegs idealisierender Natur“. Maria sei in ihrer Eitelkeit und Genusssucht „eine Lichtgestalt von flüchtiger Härte“. Speziell in der Szene mit dem Pfarrer an Agnes’ Totenbett, der vor dem Fenster „in nebligem, schimmernden Gegenlicht“ positioniert ist, sieht Gervais Anleihen auch an die Lichtsetzung von Carl Theodor Dreyer in dessen Film Das Wort (1955).

##### Bildkomposition

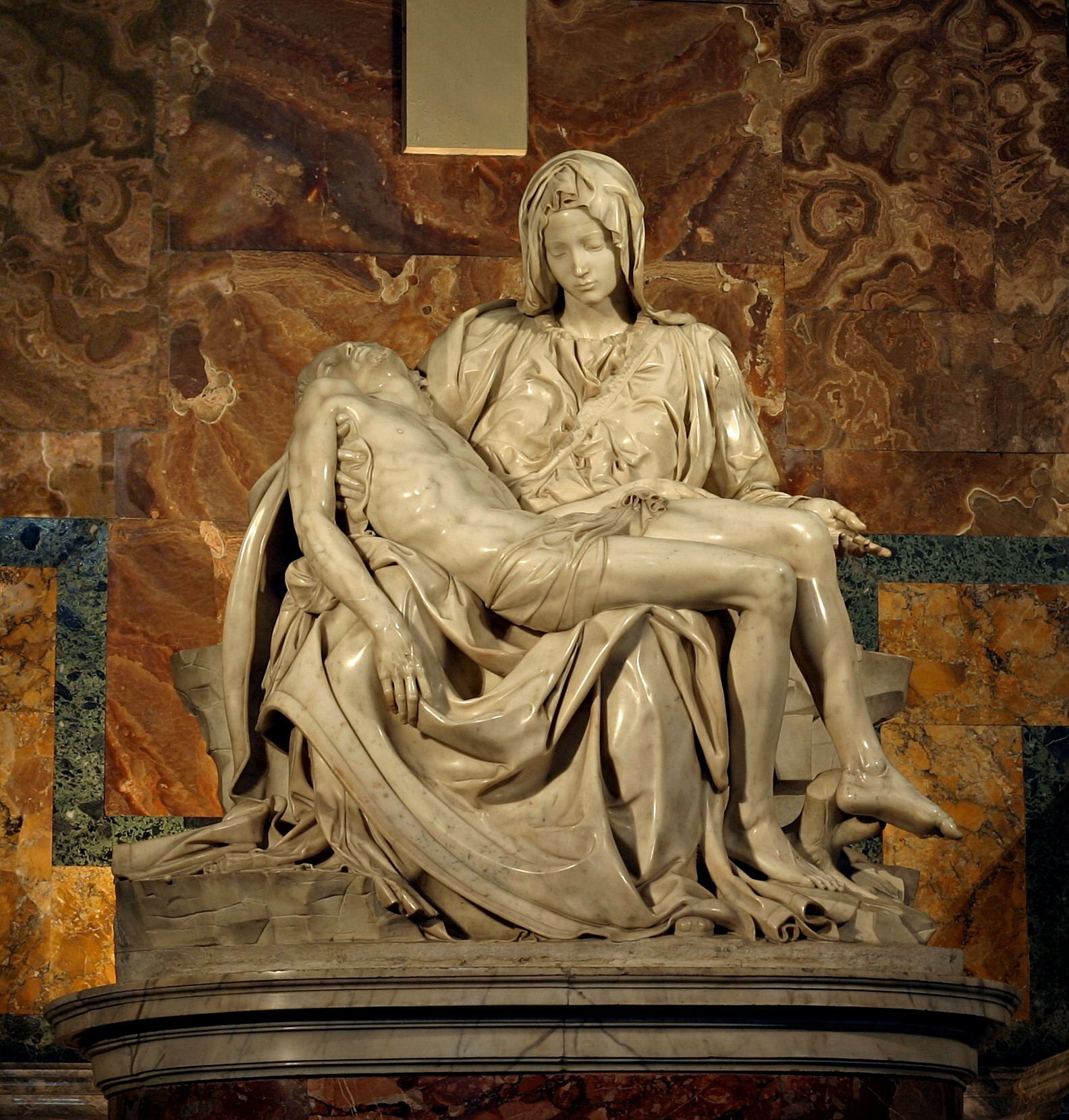
Michelangelo: Pietà (1498–1499), Petersdom

Der Regisseur greift in seinen Bildkompositionen auf Sujets von Malerei und Bildhauerei zurück, insbesondere der christlichen Kunst. „Deutlich und mutig“, so Marschall, zitiert er etwa in der Szene, als Anna die tote Agnes in ihren Händen hält, das Motiv der Pietà, insbesondere Michelangelos im Petersdom befindliche Ausarbeitung dieser mittelalterlichen Bildfindung. Bergman inszeniert nach Marschalls Meinung damit die enge emotionale, fast einer Mutter-Tochter-Beziehung gleichende Bindung der beiden (Hauke Lange-Fuchs nennt Anna die „Allmütterliche“); das Filmbild sei durch Annas Nacktheit und ihre gespreizten Beine „von der Idee durchdrungen, dass es im Tode eine Rückkehr in den Mutterleib gibt.“

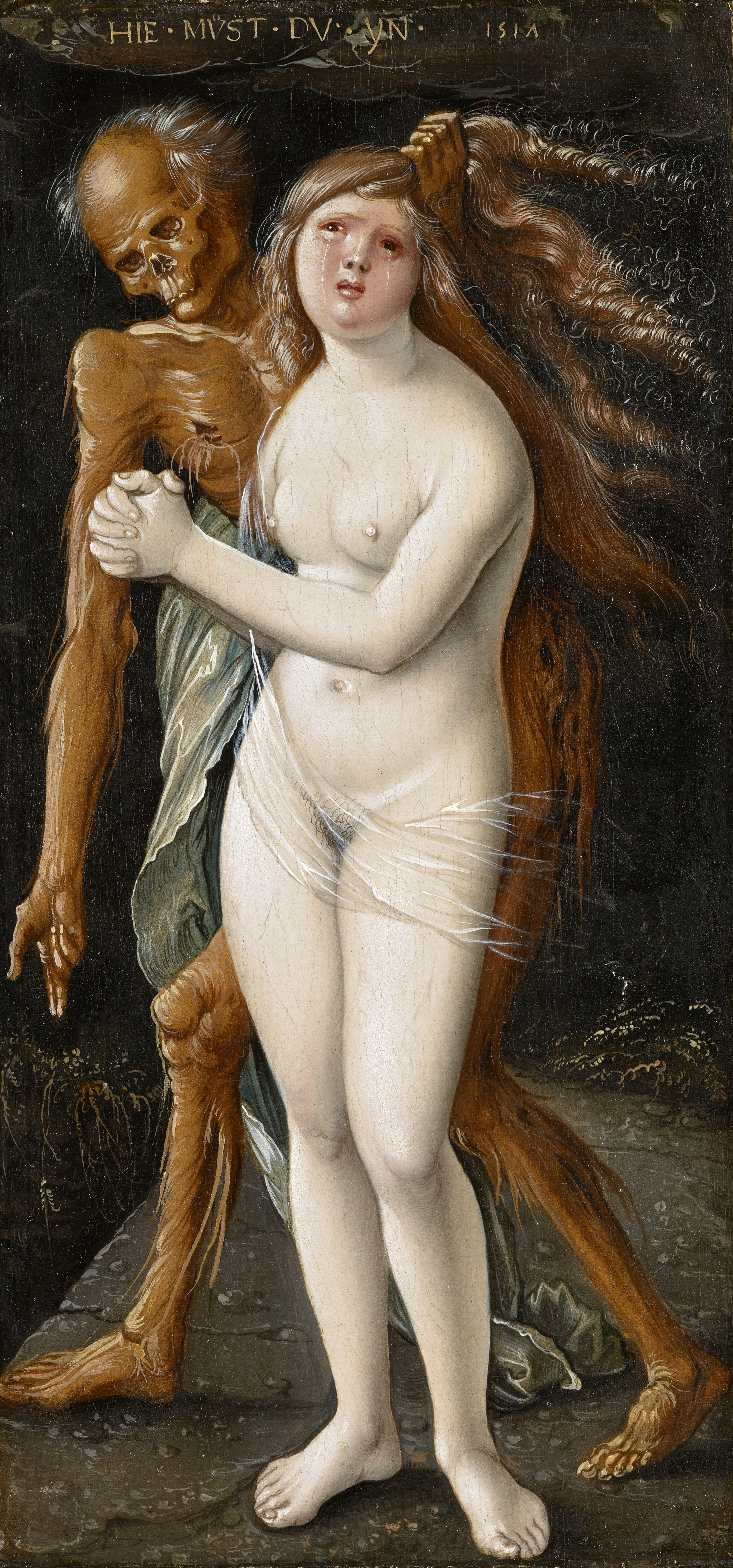
Hans Baldung: Der Tod und das Mädchen (1517), Kunstmuseum Basel

Als Maria sich dem Arzt hingibt, nutzt Bergman in seiner szenischen Komposition in der Umgarnung der schönen Frau durch die schwarze Gestalt des Arztes Hans Baldung Griens Motiv Der Tod und das Mädchen. Bergman nimmt dadurch die Motive von Vanitas und Memento Mori auf. Marschall führt aus: „Während sich Maria an der […] Schönheit ihres zur Liebe herausfordernden Körpers erfreut, beschreibt der schwarze Mann an ihrer Seite ihren nicht aufzuhaltenden Verfall.“ Er sei „wie ein Bote des Todes, der anhand ihres Spiegelbilds über die Vergänglichkeit der Schönheit und damit des Lebens spricht.“

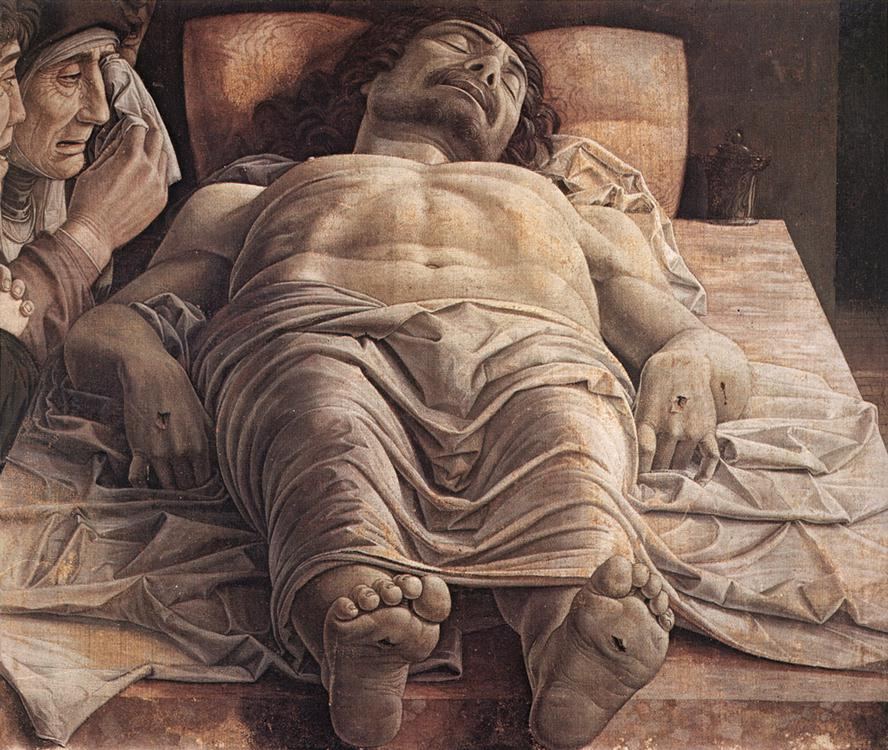
Andrea Mantegna: Beweinung Christi (um 1490), Pinacoteca di Brera Mailand

Auch in der Positionierung der Kamera nutzt der Regisseur Vorbilder aus der Renaissancekunst. Marschall sieht etwa in der Szene am Totenbett, in der die Kamera am Kopfende des Bettes Agnes’ Körper stark perspektivisch verkürzt wiedergibt, eine ironische Umkehrung von Mantegnas Beweinung Christi. Der Kamerablick gebe nicht die Position der Trauernden am Fußende wieder, sondern den Platz, der traditionellerweise dem „Abholer“ der toten Person zugewiesen ist. Da der Film, wie unten ausgeführt, starke Elemente trägt, die den christlichen Erlösungsgedanken verneinen, sieht Marschall in diesen Zitaten einen gewollten Bruch mit der ursprünglichen Bildbedeutung, „eine Unvereinbarkeit zwischen der Auffassung des Themas und den semantischen Signalen der Bildkomposition.“

##### Kameraführung
Bergman setzt in Schreie und Flüstern gezielt die von ihm bevorzugten Nahaufnahmen ein. Ließmann führt aus: „Die Kamera führt nah an die Gesichter heran, schützende Distanz wird aufgehoben.“ Marschall fügt hinzu, der Film lasse sich „auch darum nur schwer ertragen, weil die Kamera eine Nähe zu den Darstellern herstellt, die es unmöglich macht, die Spuren des drohenden Todes zu übersehen, von denen jedes erwachsene Gesicht gekennzeichnet ist“. Für Truffaut ist dies eine der drei Lektionen, die von Bergman zu lernen sind: neben der „Befreiung des Dialogs“ und der „radikalen Säuberung des Bildes“ sei dies vor allem das „Primat des menschlichen Antlitzes“. Er führt aus: „Niemand nähert sich ihm so sehr wie Bergman. In seinen letzten Filmen gibt es nur noch Münder, die reden, Ohren, die lauschen, Augen, die Neugier, Begierde oder Panik ausdrücken.“
Obwohl der ursprüngliche Plan, den Film ausschließlich mit statischer Kamera zu filmen, aufgegeben wurde, finden Veränderungen der Kamerapositionen meistens nur nach Schnitten statt. Statt Schwenks und Fahrten sorgen oft nur Farbe und Licht für Veränderungen im filmischen Raum.

#### Dramaturgie
Mikael Timm bescheinigt dem Film, es gebe „nur sehr wenig an dramaturgischem Aufbau“. Die Figuren sind, so Marschall, „gefangen in Stille und äußerer Ereignislosigkeit“. Bergman nutzt zur Darstellung dieser isolierten Situation die, so Ließmann, „eingeschränkte Mobilität aller Figuren, ihre langsamen, stockenden Gesten“ und „dehnt manche Szenen bis an den Rand des Erträglichen.“
Unterbrochen wird die, so Marschall, „beklemmende Anwesenheit bei einem furchtbaren Ereignis“ durch die von Rotblenden eingeleiteten, an Flashbacks der Schwestern gemahnenden Rückblenden, wobei, so Strigl, „oft die Grenze zwischen dem, was wirklich eingetroffen ist und dem, was sich nur im Kopf der Figuren abspielt, unscharf ist.“ Die Erzählstruktur ist somit nicht linear, sondern basiert, wie Strigl anmerkt, „auf dem freien, an den Traum erinnernden Fluss von Assoziationen“.
Die Rückblenden üben nach Strigl eine „Brückenfunktion“ aus, indem sie mehrfach mit einem direkten Blick der jeweiligen Schauspielerin in die Kamera eingeleitet werden. Durch diesen „Dialog“ mit dem Publikum suche „der Film und seine Figuren nach ihrer Identität“. Es bleibt unklar, ob diese Rückblenden reale Erinnerungen oder aber Traum- und Sehnsuchtsbilder sind. Da der filmische Raum während der Rückblenden nicht wechselt und Stil und Inszenierung konsistent beibehalten werden, ergeben sich für den Zuschauer zunehmend, so Marschall, „Momente der Irritation“. Die Grenzen zwischen Wirklichkeit, Erinnerung und Traum verwischen.
Am klarsten wird der traumhafte Charakter einer Sequenz bei Agnes’ „Auferstehungsszene“ durch Bergman verdeutlicht. Das auditive Signal des Kinderschreiens, das Anna anlockt, ist falsch, Bergman setzt einen unüblich schnellen Zoom auf Agnes’ Gesicht aus ungewöhnlicher Perspektive ein und die Szene ist in Unschärfe erzeugendes Zwielicht getaucht.

#### Ton und Musik
Bergman setzt im Film nur sehr spärlich Musik ein. Strigl merkt an: „Die grundlegende Abwesenheit von Musik drückt die Einsamkeit der Figuren und die mangelnde Kommunikation unter ihnen aus. Die vorkommende Musik steht somit für Nähe und Wärme.“ Johann Sebastian Bachs Cello-Suite Nr. 5 in c-Moll (gespielt von Pierre Fournier) erklingt sowohl in der Szene, in der Maria und Karin sich küssen und streicheln als auch in der Pieta-Einstellung mit Anna und der toten Agnes. Bachs, so Strigl, „tiefe, warme, erhabene Musik für ein Instrument“ verkörpere „die Gemeinschaft der Seelen“. Chopins Mazurka in a-Moll op. 17 Nr. 4 (gespielt von Käbi Laretei) ist in drei Szenen zu hören: in der Sequenz, in der Anna für das Seelenheil ihrer verstorbenen Tochter betet, in Marias Rückblende und in der Tagebuchszene am Schluss des Films. Strigl führt aus, Chopins Musik verbinde somit Anna und Agnes, die einzigen beiden Personen, die ein echtes emotionales Band menschlicher Wärme verbindet. Dazu fügt sich Marias Ehemann, der als Einziger der Familie Mitleid mit der trauernden Anna zeigt.
Die Tongestaltung ist dezent und wird geführt vom Ticken und Schlagen der Uhren sowie von kaum hörbaren und unverständlichen flüsternden Stimmen, speziell an den Übergängen zu den Flashbacks der Protagonistinnen. Strigl erläutert: „Das Flüstern und das Atmen […] ziehen sich wie ein roter Faden durch die Erzählung und tragen bedeutend zu deren Aussagekraft bei.“

### Motive und Themen

#### Abbildung des Seelenlebens
Bergman äußerte sich zu seiner in der Kindheit geprägten Vorstellung von der menschlichen Seele, sie sei für ihn ein blaues Ungeheuer, halb Fisch, halb Vogel, das in seinem Inneren „ein zartes Häutchen in roten Farbtönen“ trage. Marschall folgert, Schreie und Flüstern spiele „im Inneren der Seele“, die „in Bergmanns Imagination von innen verletzbar wie ein Hymen, gut durchblutet und darum äußerst empfindlich“ sei. Bergman bestätigte anlässlich einer Pressekonferenz in Cannes 1973 zu seinen Beweggründen, Rot als dominierende Farbe zu wählen: „Ich habe selbst über die Ursache nachgedacht und die eine Erklärung immer komischer als die andere gefunden. Die banalste, aber zugleich haltbarste ist wohl, dass alles zusammen das Innere betrifft.“
Ließmann merkt an, der Film sei „einmal mehr der Versuch Bergmans, sich der Psychologie der Frauen zu nähern“. Truffaut bestätigt: „In seinen Filmen werden die Frauen nicht aus dem männlichen Gesichtspunkt heraus dargestellt, sondern mit tiefem Mitgefühl und extremer Feinheit gezeichnet, während die männlichen Gestalten stereotyp sind.“ Die vier Frauen, so spekuliert Marschall, „könnten auch Teil eines einzigen Menschen sein, unvereinbare Facetten einer einzigen weiblichen Figur“, die Konfrontation unterschiedlicher Wesenszüge in einem unwirklichen, nach innen gekehrten Wahrnehmungsraum.

#### Autobiografische Bezüge
Zunächst gab Bergman an, etwa in einem Interview mit der Zeitung Expressen vom 5. März 1973, diese psychologische Vivisektion sei „ein erster Versuch, [s]ein Mutterbild einzukreisen“. Bergmans Mutter Karin weckte das Theaterinteresse des kleinen Ingmar, indem sie ihn ein Puppentheater bauen ließ. Andererseits thematisiert der Film auch als Anzeichen eines ambivalenten Verhältnisses in einer der Rückblenden die, so Strigl, „Unmöglichkeit, sich seinen Eltern zu nähern“: Die Mutter der Schwestern (ebenfalls gespielt von Liv Ullmann) steht darin ihrer kleinen Tochter Maria in einer für das Mädchen undeutbaren Mischung von herzlicher Zuneigung und kaltem Desinteresse gegenüber. Bergman relativierte seine Aussage, der Film handle von seiner Mutter, in einem Fernsehbericht aus dem Jahr 2004. Es sei „eine Lüge für die Medien“ gewesen, eine „spontane und unvorsichtige Anmerkung“. Er habe sie gemacht, weil es überhaupt sehr schwierig sei, irgendetwas über Schreie und Flüstern zu sagen.
Einen anderen autobiografischen Bezug spricht Bergman in seinem Buch Laterna Magica an. Er erzählt von einer Kindheitserinnerung, als ihm der Wärter eines Krankenhauses einen Streich spielte und ihn ins Leichenhaus sperrte, in dem ein Mädchen aufgebahrt lag. Das Mädchen hatte sich aber nur tot gestellt, um Ingmar zu erschrecken. Bergman berichtet, dieses Erlebnis habe „seine endgültige Form, wo die Tote nicht sterben kann, sondern gezwungen wird, die Lebenden zu beunruhigen“, in Schreie und Flüstern gefunden. Brigitta Steene bestätigt, dass wie in vielen Filmen Bergmans gerade die Kindheit und Jugendzeit des Filmemachers zumindest in Ton und Atmosphäre aufgearbeitet werden: „Der erste Blick in das Wohnzimmer von Schreie und Flüstern ist ein Rückgriff auf jene versunkene Welt [von Bergmans Kindheit] mit ihren vielen tickenden Uhren, dekorativen Artefakten und flüsternden Stimmen, die jetzt kaum mehr hörbar sind.“

#### Familienkonflikte
Mikael Timm analysiert, Schreie und Flüstern gleite „wie ein Skalpell durch das Gewebe in die kranke Stelle hinein, den Konflikt zwischen den Schwestern.“. Die drei Schwestern stehen mit ihren entgegengesetzten Charaktereigenschaften für diesen Konflikt ein: Agnes ist eine stille, unauffällige Träumerin, Karin ist gequält von, so Marschall, „blutrünstigem Selbsthass“, Maria ist eine selbstverliebte Femme fatale. Diese Charaktermerkmale hindern die Schwestern daran, sich einander auf Dauer in Liebe zuzuwenden. Nur die Dienerin Anna (Marschall nennt sie ein „schlichtes und zugleich tiefes Gemüt“) ist in der Lage, sich den anderen – auch über den Tod hinaus – zuzuwenden.
In ihrer Unvereinbarkeit verweigern sich die Schwestern gegenseitig Berührung und Gemeinschaft und „kämpfen mit dem Leben“, wie Marschall anmerkt. Besonders durch das, so Marschall, „peinigend realistische“ Spiel von Andersson erhält der Film eine unmittelbar pessimistische Qualität und „verweigert […] den Zuschauern jeglichen Trost“. Bergman scheut sich nicht, die bis ins Neurotische reichenden Verhaltensweisen auch in schockierenden Bildern umzusetzen, etwa in der Szene, in der sich Karin im Intimbereich mit einer Scherbe verletzt. Strigl analysiert: „Karin, so scheint es, kann sich ihrem Mann nur entziehen und sexuelle Lust verspüren, indem sie ihr Geschlecht verstümmelt.“
Die Schwestern leben, so Lange-Fuchs, „ohne soziale Verankerung, in einem sozialen Leerraum, in ihren neurotischen Beziehungen zueinander.“ Man erfahre „nichts über ihre Beziehungen zur Gesellschaft, die ihren hochgradig neurotischen Zustand verursachte.“ Ließmann nennt die Situation der Frauen eine „großbürgerliche Isolationshaft der Jahrhundertwende“.

#### Tod und fehlende Erlösung
Das in der Tongestaltung dominierende Ticken und Schlagen der Uhren ist für Marschall die filmische Entsprechung, „dass […] kostbare Lebenszeit vergeht“, nur die Uhr in Agnes’ Krankenzimmer steht still. Trotz der relativen Ruhe und Ereignislosigkeit lastet der Druck des nahenden Todes auf den Protagonistinnen, der Film reflektiert „das paradoxe Ineinander von Stillstand und vergehender Zeit“.
Dabei wird jedoch auch „jeder Gedanke an Erlösung im christlichen Sinne […] zerschlagen“; der Film wird bestimmt durch die, so Timm, „Abwesenheit Gottes“. In der Figur des „hagere[n], verkniffene[n] Pfarrer[s]“ der sich an Agnes’ Totenbett „mit leeren Worthülsen begnügt“, sieht Ließmann die „Kritik des Pfarrersohnes Bergman an der protestantischen Amtskirche und ihren Vertretern.“ Gervais sieht diese Figur jedoch anders: Der Pfarrer legt sein Gebetbuch zur Seite und kämpft um eigene Worte, um das Leiden und den Tod der Frau aus seiner eigenen, fast zweifelnden christlichen Überzeugung heraus sinnhaft zu erklären. Gervais behauptet, Bergman mache in dieser „sehr intensiven, wunderschönen Szene […] seinen Frieden mit seinem eigenen Kampf, seinem Bewußtsein und seiner Bitterkeit, und mit seinem eigenen toten Vater, einem Lutherischen Pastor.“
Die unerlöste Agnes kehrt aus dem Totenreich zurück, klammert sich an die Lebenden und fordert von ihnen Liebe und Zuneigung ein, doch auch dieser letzte Akt der Verzweiflung kann das Verhalten der überlebenden Schwestern auf Dauer nicht ändern. Nur Anna, die zu naivem Glauben und Trauer befähigt ist, gewinnt aus ihrem Vertrauen auf Erlösung Stärke. Timm urteilt über Bergmans filmischen Umgang mit Aspekten des christlichen Glaubens: „Die stärksten seiner Gestalten […] verhalten sich, als gäbe es Gott. […]. In Ermangelung unwiderlegbarer Beweise, die andere Bergman-Figuren suchen, vertrauen sie auf ihrem eigenen menschlichen Vermögen.“

### Primärliteratur
- Ingmar Bergman: Schreie und Flüstern in: Filmerzählungen (ausgewählt und übersetzt von Anne Storm). Hinstorff Verlag, Rostock 1977, ISBN 3-404-70112-7

### Sekundärliteratur
- Lars Ahlander (Hrsg.): Gaukler im Grenzland – Ingmar Bergman. Henschel Verlag, Berlin 1993, ISBN 3-89487-176-8
- Olivier Assayas / Stig Björkmann: Gespräche mit Ingmar Bergman Alexander Verlag, Berlin 2002, ISBN 3-89581-071-1
- Ingmar Bergman: Laterna Magica – Mein Leben. Alexander Verlag, Berlin 2003, ISBN 3-89581-093-2
- Stig Björkmann, Torsten Manns und Jonas Sima: Bergman über Bergman. Ullstein Verlag, Frankfurt M./Wien 1978, ISBN 3-548-03519-1
- Marc Gervais: Ingmar Bergman – Magician and Prophet. McGill-Queen’s University Press, Monreal & Kingston, London, Ithaca 2001, ISBN 0-7735-2004-X
- Thomas Koebner (Hrsg.): Filmklassiker Band 3. Philipp Reclam jun, Stuttgart 2006, ISBN 3-15-030033-9
- Hauke Lange-Fuchs: Ingmar Bergman Seine Filme – sein Leben. Wilhelm Heyne Verlag, München 1988, ISBN 3-453-02622-5
- Susanne Marschall: Farbe im Kino. Schüren Verlag, Marburg 2005, ISBN 3-89472-394-7
- Roger W. Olivier (Hrsg.): Ingmar Bergman – Der Film, das Theater, die Bücher. Gremese Verlag, Rom 1999, ISBN 88-7301-358-9
- Sandra Strigl: Traumreisende – Eine narratologische Studie der Filme von Ingmar Bergman, Andre Techine und Julio Medem. Transcript Verlag, Bielefeld 2007, ISBN 978-3-89942-659-5
- Michael Töteberg (Hrsg.): Metzler Film Lexikon. 2. Auflage. J.B. Metzler, Stuttgart/Weimar 2005, ISBN 3-476-02068-1